# Marisa Sistach
Marisa Sistach Peret també coneguda com a Maryse Sistach (Ciutat de Mèxic, 10 de setembre de 1952) és una directora de cinema mexicana. Les seves pel·lícules tracten sobre problemes de les dones.

## Biografia
Va assistir i es va graduar al Centro de Capacitación Cinematográfica de Ciutat de Mèxic, una escola de cinema fundada pel Consell Nacional de Cultura i Arts de Mèxic. Segons Elissa Rashkin, Sistach va estar entre els moviments a finals dels anys vuitanta de directores innovadores en la història cinematogràfica mexicana, juntament amb María Novaro, Busi Cortés, Guita Schyfter i Dana Rotberg. Aquest moviment ha estat descrit com a "acostar-se al passat (amb el passat en imatges, amb el passat a la història del país), el reconeixement de la pròpia sensibilitat (el romanticisme recuperat de forma feminista) i l'emergència. del realisme màgic com a desnaturalització del món de les dones, com a manera de fer visible la representació ".
El 1980 va dirigir la seva primera pel·lícula, la peça curta d'acció ¿Y si Platicamos de Agosto? in 1980, per la qual va guanyar un premi Ariel. Posteriorment ha dirigit Perfume de violetas (2001), El cometa (1999), Anoche soñé contigo (1992), Los pasos de Ana (1990), La niña en la piedra (2006)', i Los Crímenes de Mar del Norte (2017).
El llegat del cinema de Sistach va més enllà de l'èxit de taquilla i la recepció crítica de les seves pel·lícules; a més, les seves pel·lícules són un comentari social sobre la desigualtat de gènere, la violència contra les dones, la classe socioeconòmica i l'adolescència. La projecció de menors al cinema llatinoamericà descriu la perspectiva directorial de Sistach sobre aquests temes, dient que "pel·lícules com les de Sistach posen de relleu la divisió socioeconòmica entre l'adolescència i l'exploració sexual en aquelles que estan més amunt vers les que estan abaix a l'escala econòmica. A més, il·lustren la manca de justícia a l'abast dels adolescents de l'extrem inferior de l'escala econòmica, especialment les dones que són dues vegades marginades per sexe i estatus econòmic.

## Filmografia
- Conozco a las tres. (1983). 55 minuts.
- Los pasos de Ana (1990).[6]
- Anoche soñé contigo. (1992)
- La línea paterna (1995)
- El cometa. 1998
- Perfume de violetas (2001)
- La niña en la piedra (2006)
- El brassier de Emma (2007)
- Lluvia de luna (2011)
- La fórmula del doctor Funes (2014).[7]
- Los Crímenes de Mar del Norte (2017)